# Адміністративний устрій Путильського району
Адміністративний устрій Путильського району — адміністративно-територіальний поділ Путильського району Чернівецької області на 1 селищну, 3 сільських громади та 5 сільських рад, які об'єднують 51 населений пункт та підпорядковані Путильській районній раді. Адміністративний центр — смт Путила.

## Список громадПутильського району
- Конятинська сільська громада
- Селятинська сільська громада
- Усть-Путильська сільська громада

## Список радПутильського району
| № | Назва                          | Центр          | Населені пункти                                           | Площа км² | Місце за площею | Населення (2001), чол. | Місце за населенням |
| - | ------------------------------ | -------------- | --------------------------------------------------------- | --------- | --------------- | ---------------------- | ------------------- |
| 1 | Путильська селищна рада        | смт Путила     | смт Путила c. Паркулина c. Рижа c. Тораки                 |           |                 | 4813                   |                     |
| 2 | Дихтинецька сільська рада      | c. Дихтинець   | c. Дихтинець c. Греблина c. Замогила c. Малий Дихтинець   |           |                 |                        |                     |
| 3 | Киселицька сільська рада       | c. Киселиці    | c. Киселиці c. Гробище c. Площі c. Поляківське c. Соколій |           |                 | 2003                   |                     |
| 4 | Підзахаричівська сільська рада | c. Підзахаричі | c. Підзахаричі c. Міжброди c. Хорови                      |           |                 |                        |                     |
| 5 | Розтоківська сільська рада     | c. Розтоки     | c. Розтоки c. Околена c. Товарниця c. Ями                 |           |                 |                        |                     |
| 6 | Сергіївська сільська рада      | c. Сергії      | c. Сергії c. Випчина c. Рипень c. Тесницька c. Фошки      |           |                 |                        |                     |

* Примітки: м. — місто, с-ще — селище, смт — селище міського типу, с. — село